# General Electric F118

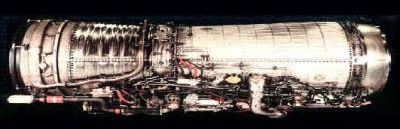
F118-Triebwerk

Das General Electric F118 ist ein Turbofan-Triebwerk ohne Nachbrenner der US-amerikanischen Firma GE Aviation.

## Konstruktion
Das Triebwerk wurde 1988 als General Electric F101 im Zuge des Advanced Manned Strategic Aircraft Programs entwickelt. 
Die Weiterentwicklung F118 wird durch ein FADEC-System kontrolliert, liefert bis zu 84,6 kN Schub und weist einen spezifischen Verbrauch von 18,98 mg/Ns auf. Die Brennkammer war Gegenstand intensiver Forschung und Modifikationen, da Kondensstreifen und hohe Abgastemperaturen so weit wie möglich verhindert werden sollten. Zur Feuerlöschung kommt ein Halon-basiertes System zum Einsatz.
Die weit verbreitete Version mit Nachbrenner ist das Triebwerk General Electric F110.

## Anwendungen
- Northrop B-2, strategischer Langstreckenbomber
- Lockheed U-2, US-amerikanisches Militärflugzeug